# إدمون جولدلين
إدمون جولدلين (مواليد 3 نوفمبر 1907) هو مبارز بالسيف سويسري، مثّل بلاده في الألعاب الأولمبية الصيفية 1936.

## روابط خارجية
إدمون جولدلين على موقع أوليمبيديا (الإنجليزية)